# Pándaro

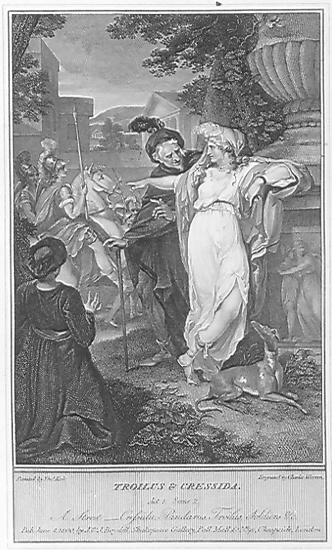
Grabado de 1800, obra de Charles Warren (1762 - 1823) a partir de una pintura de Thomas Kirk (1765 - 1797), empleado en una edición de la obra de Shakespeare Troilo y Crésida, Acto I, Escena II: Crésida, junto a Pándaro, observa a los caudillos troyanos.

Pándaro es un personaje de la Ilíada de Homero. 
Hijo de Licaón, Pándaro es un famoso arquero. Participa en la guerra de Troya del lado de los troyanos. Aparece por primera vez en el Canto II de la Ilíada, en el catálogo de los troyanos. A continuación, en el canto IV, hiere con una flecha a Menelao, y rompe así una tregua que podría haber terminado con la entrega pacífica de Helena a los aqueos. Son los dioses, que desean la destrucción de Troya, los que le incitan a violar la tregua. Más adelante, hiere también con una flecha a Diomedes, y actúa como su auriga el consejero troyano Eneas. Muere a manos de Diomedes, quien le golpea con la lanza en la cara y le corta la lengua.
En varias obras medievales, como el Roman de Troie, el Filostrato de Boccaccio y el poema Troilus and Criseyde de Chaucer, Pándaro actúa como intermediario en los amores entre su sobrina Crésida y el príncipe troyano Troilo. Esta leyenda no forma parte de la mitología griega, sino que fue inventada en el siglo XII. En la versión que Shakespeare escribió en su obra Troilo y Crésida (Troilus and Cressida, 1609), Pándaro es mostrado como lujurioso y degenerado.
Pándaro es también el nombre de un compañero de Eneas en la Eneida de Virgilio.
- Datos: Q1057384